# Адольф Ельріх
Адольф Ельріх (нім. Adolf Oelrich; 15 березня 1916, Кіль — ?) — німецький офіцер-підводник, капітан-лейтенант крігсмаріне. Кавалер Німецького хреста в золоті.

## Біографія
5 квітня 1935 року вступив на флот. З 3 березня 1942 по серпень 1943 року — командир підводного човна U-92, на якому здійснив 4 походи (разом 215 днів у морі).
Всього за час бойових дій потопив 2 кораблі загальною водотоннажністю 17 612 тонн і пошкодив 1 корабель водотоннажністю 9348 тонн.
| Дата              | Назва корабля                     | Тип                   | Тоннаж | Вантаж             | Екіпаж | Загинули | Країна             | Конвой |
| ----------------- | --------------------------------- | --------------------- | ------ | ------------------ | ------ | -------- | ------------------ | ------ |
| 16 листопада 1942 | Clan Mactaggart                   | Торговий пароплав     | 7,622  | Баласт             | 172    | 3        | Британська імперія | MKS-1X |
| 21 лютого 1943    | Empire Trader                     | Пасажирський пароплав | 9,990  | 985 тонн хімікатів | 106    | 0        | Британська імперія | ON-166 |
| 22 лютого 1943    | N.T. Nielsen-Alonso (пошкоджений) | Китобійна база        | 9,348  | Баласт             | 53     | 3        | Норвегія           | ON-166 |

## Звання
- Кандидат в офіцери (5 квітня 1935)
- Морський кадет (25 вересня 1935)
- Фенріх-цур-зее (1 липня 1936)
- Оберфенріх-цур-зее (1 січня 1938)
- Лейтенант-цур-зее (1 квітня 1938)
- Оберлейтенант-цур-зее (1 жовтня 1939)
- Капітан-лейтенант (1 грудня 1942)

## Нагороди
- Медаль «За вислугу років у Вермахті» 4-го класу (4 роки)
- Залізний хрест 2-го і 1-го класу
- Нагрудний знак підводника
- Німецький хрест в золоті (14 лютого 1944)